# Método de Trachtenberg
O método de Trachtenberg é um sistema de cálculo mental rápido. O sistema consiste em uma série de operações previamente memorizadas que permitem realizar cálculos aritméticos em alta velocidade. Foi desenvolvido pelo engenheiro russo Jakow Trachtenberg na intenção de manter sua mente ocupada enquanto estava em um campo de concentração nazista.
O restante deste artigo apresenta alguns métodos desenvolvidos por Trachtenberg. Alguns dos algoritmos desenvolvidos por Trachtenberg são para multiplicação, divisão e adição genéricas. Porém, o sistema Trachtenberg também conta com alguns métodos específicos para multiplicar pequenos números entre 5 e 13 (mas aqui mostrado é de 2 a 12).
A seção sobre adição demonstra um método eficaz de verificar cálculos que também pode ser aplicado a contas de multiplicação.

## Multiplicação genérica
O método para multiplicação genérica é tal que obtém resultados de multiplicações {\displaystyle a\times b} com baixa complexidade de espaço, ou seja, com o menor número possível de resultados temporários que precisam ser mantidos na memória. Isso é efetuado observando que o dígito final é completamente determinado pela multiplicação dos últimos dígitos dos multiplicandos. Esse é considerado um resultado temporário. Para encontrar o penúltimo dígito, precisamos de tudo que influencia esse dígito: o resultado temporário, o último dígito de {\displaystyle a} vezes o penúltimo dígito de {\displaystyle b}, bem como o penúltimo dígito de {\displaystyle a} vezes o último dígito de {\displaystyle b}. Esse cálculo é realizado e temos um resultado temporário que está correto nos dois dígitos finais.
Em geral, para cada posição {\displaystyle n} no resultado final, somamos sobre todos os {\displaystyle i}:
{\displaystyle a_{i}\times b_{n-i}.}
onde {\displaystyle a_{i}} representa o dígito de {\displaystyle a} na posição {\displaystyle i}.
Esse algoritmo pode ser usado para multiplicar números de quatro dígitos de cabeça – anotando apenas o resultado final. Quem usasse esse método teria apenas que escrever o resultado começando com o dígito mais à direita e terminando com o mais à esquerda.
Trachtenberg definiu este algoritmo com um tipo de multiplicação em pares, onde dois dígitos são multiplicados por um dígito, essencialmente mantendo apenas o dígito do meio do resultado. Ao executar o algoritmo acima com esta multiplicação aos pares, ainda menos resultados temporários precisam ser memorizados.
Exemplo: {\displaystyle 123456\times 789}
Para encontrar o primeiro dígito (mais à direita) da resposta, comece com os primeiro dígito do multiplicando
O algarismo das unidades de {\displaystyle 9\times 6} é {\displaystyle 4.}
O primeiro dígito da resposta é {\displaystyle 4} . O algarismo das dezenas {\displaystyle 5} é ignorado.

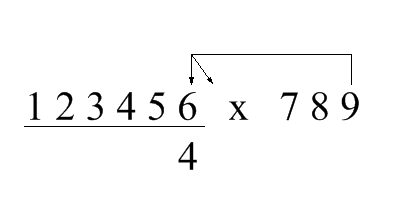
Ponteiros para o primeiro dígito

Para achar o segundo dígito da resposta, comece com o segundo dígito do multiplicando:
O algarismo das unidades de {\displaystyle 9\times 5} mais o algarismo das dezenas de {\displaystyle 9\times 6} mais
O algarismo das unidades de {\displaystyle 8\times 6} .
{\displaystyle 5+5+8=18} .
O segundo dígito da resposta é {\displaystyle 8} e o {\displaystyle 1} é guardado para o terceiro dígito.

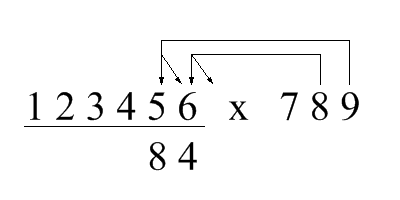
Ponteiros para o segundo dígito

Para achar o terceiro dígito da resposta, comece no terceiro dígito do multiplicando:
O algarismo das unidades de {\displaystyle 9\times 4} mais o algarismo das dezenas de {\displaystyle 9\times 5} mais
O algarismo das unidades de {\displaystyle 8\times 5} mais o algarismo das dezenas de {\displaystyle 8\times 6} mais
O algarismo das unidades de {\displaystyle 7\times 6}
{\displaystyle 1+6+4+0+4+2=17}
O terceiro dígito da resposta é {\displaystyle 7} e o {\displaystyle 1} é guardado para o próximo dígito.

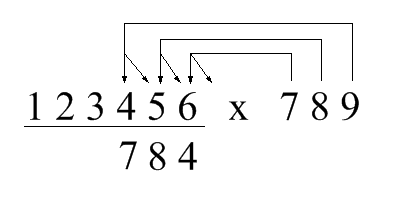
Ponteiros para o terceiro dígito

Para achar o quarto dígito da resposta, comece no quarto dígito do multiplicando:
O algarismo das unidades de {\displaystyle 9\times 3} mais o algarismo das dezenas de {\displaystyle 9\times 4} mais
O algarismo das unidades de {\displaystyle 8\times 4} mais o algarismo das dezenas de {\displaystyle 8\times 5} mais
O algarismo das unidades de {\displaystyle 7\times 5} mais o algarismo das dezenas de {\displaystyle 7\times 6} .
{\displaystyle 1+7+3+2+4+5+4=26}, considerado ainda somado o algarismo guardado no cálculo do dígito anterior.
O quarto dígito da resposta é {\displaystyle 6} e o {\displaystyle 2} é guardado para o próximo dígito.
Continue com o mesmo método para obter os dígitos restantes.

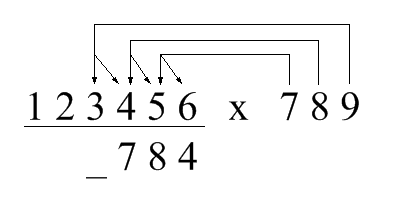
Método de 2 dedos

Trachtenberg chamou esse processo de Método dos 2 Dedos. Os cálculos para achar o quarto dígito do exemplo acima são ilustrados à direita. A seta do nove sempre apontará para o dígito do multiplicando diretamente acima do dígito da resposta que você deseja encontrar, com as outras setas apontando cada uma para um dígito à direita. Cada ponta de seta aponta para um chamado par de produtos, ou par UD, ou par de produto. A seta vertical aponta para o produto onde obteremos o dígito das Unidades, e a seta inclinada aponta para o produto onde obteremos os dígitos das Dezenas do par de produtos. Se uma seta apontar para um espaço sem dígito, não haverá cálculo para essa seta. Ao resolver cada dígito, você moverá cada uma das setas sobre o multiplicando um dígito para a esquerda até que todas as setas apontem para zeros prefixados (zeros à esquerda do multiplicando).

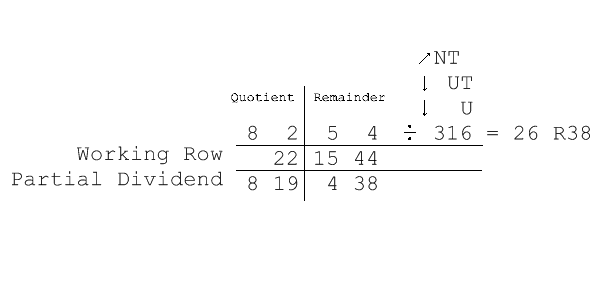
Preparação para Divisão

A divisão no Sistema Trachtenberg é feita de forma semelhante à multiplicação, mas com subtração em vez de adição. Separar o dividendo em Dividendos Parciais menores e depois dividir esse Dividendo Parcial apenas pelo dígito mais à esquerda do divisor fornecerá a resposta um dígito de cada vez. À medida que você resolve cada dígito da resposta, você subtrai os pares de produtos (pares UD) e também os pares ND (número-dezenas) do dividendo parcial para encontrar o próximo dividendo parcial. Os pares de produtos são encontrados entre os dígitos da resposta até agora e o divisor. Se uma subtração resultar em um número negativo, você deverá recuar um dígito e reduzir esse dígito da resposta em um. Com bastante prática, esse método pode ser feito na sua cabeça.

## Publicações
- Rushan Ziatdinov, Sajid Musa. Rapid mental computation system as a tool for algorithmic thinking of elementary school students development. European Researcher 25(7): 1105–1110, 2012 .
- The Trachtenberg Speed System of Basic Mathematics by Jakow Trachtenberg, A. Cutler (Translator), R. McShane (Translator), was published by Doubleday and Company, Inc. Garden City, New York in 1960.[1]

O livro contém explicações algébricas específicas para cada uma das operações acima.
A maior parte das informações neste artigo vem do livro original.
Os algoritmos/operações de multiplicação, etc., podem ser expressos de outras formas mais compactas que o livro não especifica. 

## Na cultura popular
O filme americano de 2017 Gifted gira em torno de uma criança prodígio que, aos 7 anos, impressiona sua professora ao fazer cálculos de cabeça usando o sistema Trachtenberg.